# رغوة سوداء
رغوة سوداء رواية للروائي الإرتيري حجي جابر. صدرت الرواية لأوّل مرة في العام 2018 عن دار التنوير في بيروت. ودخلت في القائمة الطويلة للجائزة العالمية للرواية العربية لعام 2019، المعروفة باسم «جائزة بوكر العربية».

## حول الرواية
يروي الكاتب الإرتيري «حجي جابر» في هذه الرواية حكاية البؤس الذي يدفع بالشباب في البلدان الفقيرة إلى بذل كل شيء في سبيل الهجرة إلى مكان يعتقدون أنه يؤمن لهم فرصة أفضل في الحياة. هكذا يفعل «داويت» الذي لم يكن يهوديًا، فيخترع لنفسه شخصية جديدة، مغيّرًا اسمه وتاريخه، ويفعل أقصى الممكن حتى يستطيع الهجرة مع يهود الفلاشا إلى إسرائيل. وهناك تبدأ معاناة جديدة يكتشفها المهاجرون سُمر البشرة الذين سبقوه إلى هناك.